# Sonepur (Bihar)
Sonepur è una città dell'India di 33.389 abitanti, situata nel distretto di Saran, nello stato federato del Bihar. In base al numero di abitanti la città rientra nella classe III (da 20.000 a 49.999 persone).

## Geografia fisica
La città è situata a 25° 41' 60 N e 85° 10' 60 E e ha un'altitudine di 41 m s.l.m..

## Società

### Evoluzione demografica
Al censimento del 2001 la popolazione di Sonepur assommava a 33.389 persone, delle quali 17.841 maschi e 15.548 femmine. I bambini di età inferiore o uguale ai sei anni assommavano a 5.430, dei quali 2.812 maschi e 2.618 femmine. Infine, coloro che erano in grado di saper almeno leggere e scrivere erano 19.940, dei quali 12.454 maschi e 7.486 femmine.